# Iochroma cornifolium
Iochroma cornifolium là loài thực vật có hoa trong họ Cà. Loài này được (Kunth) Miers mô tả khoa học đầu tiên năm 1848.